# Josh MacAlister
Joshua MacAlister est un homme politique travailliste britannique qui est député de Whitehaven et Workington depuis 2024,.

## Jeunesse et éducation
Le père de MacAlister est un travailleur social.
Il obtient une maîtrise (avec distinction) en politique et politique sociale à l'Université d'Édimbourg et est président de l'Association des étudiants de l'Université d'Édimbourg. En 2008, il se présente sans succès à la présidence de l'Union nationale des étudiants d'Écosse.
MacAlister obtient également une maîtrise en leadership dans l'éducation à l'Université de Manchester.

## Vie professionnelle
MacAlister suit une formation d'enseignant grâce au programme Teach First et travaille ensuite comme enseignant à Oldham.
Au cours de ses années d’enseignement, MacAlister commence à s’engager auprès de jeunes ayant une expérience du système de protection de l’enfance. Ces expériences conduisent MacAlister à créer Frontline, un programme de formation de travailleurs sociaux diplômés basé sur Teach First, en 2013. La première cohorte commence sa formation l’année suivante.
En janvier 2021, MacAlister quitte son poste à Frontline afin de présider une commission indépendante sur les services sociaux pour enfants. La nomination de MacAlister est critiquée par certains universitaires en travail social qui se demandent s'il pouvait être impartial étant donné que Frontline avait reçu un financement du gouvernement central.
MacAlister est nommé Officier de l'Ordre de l'Empire britannique lors des honneurs du Nouvel An 2023 du roi pour ses services aux enfants vulnérables.
En juin 2023, MacAlister est choisi comme candidat du Parti travailliste pour la circonscription nouvellement créée de Whitehaven et Workington. Lors des élections générales de 2024, il est élu député de Whitehaven et Workington avec 53 % des voix et une majorité de plus de 13 000 voix.